# Luftgewichtsmesser
Ein Luftgewichtsmesser ist ein geschlossenes Gefäß, meist aus Kunststoff oder Glas, mit dessen Hilfe die Dichte von Luft näherungsweise bestimmt werden kann. Zur genauen Bestimmung der Luftdichte werden andere Verfahren verwendet. Beim Luftgewichtsmesser wird die Luftmenge in dem Gefäß durch Hinein- oder Herauspumpen von Luft verändert und die resultierende Massenveränderung mit Hilfe einer Waage bestimmt. Im Beispiel der zugeführten Luft kann diese dann in einen mit Wasser gefüllten Zylinder geführt werden. Das Volumen {\displaystyle V} des dabei verdrängten Wassers entspricht dem Volumen der zugeführten Luft, dieses kann somit leicht bestimmt werden. Die Luftdichte {\displaystyle \rho } ergibt sich aus der Formel
{\displaystyle \rho ={\frac {m}{V}}}
mit der Luftmasse {\displaystyle m}.